# Namysłaki
Namysłaki (niem. Deutschhof) – wieś w Polsce położona w województwie wielkopolskim, w powiecie ostrowskim, w gminie Sieroszewice. Leżą na skraju powiatu, ok. 20 km na południowy wschód od Ostrowa Wlkp., nad Gniłą Baryczą.
We wsi znajdowała się stacja końcowa nieczynnej linii kolejowej nr 383 Ostrzeszów - Grabów nad Prosną - Namysłaki.
Miejscowość przynależała administracyjnie w latach 1932–1934 do powiatu kępińskiego, w latach 1975-1998 do województwa kaliskiego, a w latach 1934–1975 i od 1999 do powiatu ostrowskiego.
W Namysłakach 5 lutego 1945 roku w walce z Niemcami zginęło trzech mężczyzn pochodzących z Kaliszkowic Ołobockich: Stefan Kut (ur. 26 października 1912), Jan Węgrzyk (ur. 2 maja 1921) i Mieczysław Kowalczyk (ur. 28 maja 1926), którzy byli funkcjonariuszami posterunku Milicji Obywatelskiej w Mikstacie. Ich nagrobek znajdujący się na cmentarzu przykościelnym w Kotłowie został odnowiony w 2019 jako grób wojenny. Natomiast w okolicy posesji nr 5 w Namysłakach znajduje się krzyż upamiętniający Stefana Kuta (zdjęcie poniżej).

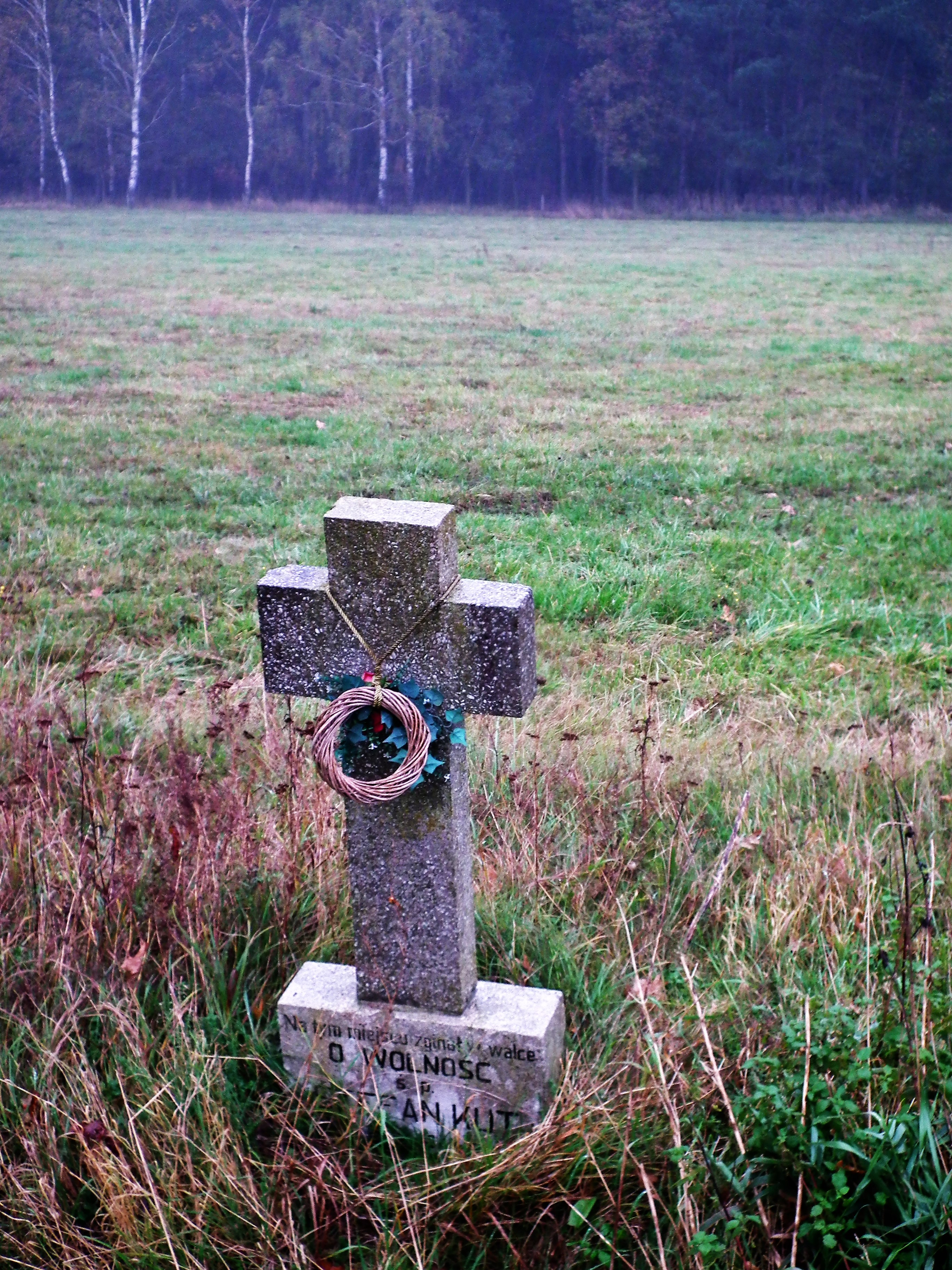
Krzyż upamiętniający poległego Stefana Kuta